# Ба-Си, Амаду
Амаду Ба-Си (фр. Amadou Ba-Sy; род. 8 июня 2001, Ницца) — французский футболист сенегальского происхождения, нападающий португальского клуба «Визела», выступающий на правах аренды за «Академика».

## Клубная карьера
Ба-Си — воспитанник клуба «Ницца». 8 сентября 2018 года в матче против «Монако B» Амаду дебютировал за дублёров. В 2021 году Ба-Си перешёл в «Газелек». 11 сентября в поединке против дублёров клуба «Ницца» он дебютировал за новый клуб. 23 октября в матче против «Фуриани» Амаду забил свой первый гол за «Газелек».
30 июня 2022 года, Ба-Си перешёл в «Дюнкерк». 12 августа в поединке против «Ле-Мана» он дебютировал во французском Насьонале. 25 ноября в матче против «Авранша» Амаду забил свой первый гол за новый клуб.
В 2024 году Ба-Си перешёл в португальский клуб «Визела». 28 января в матче против «Ароки» он дебютировал в чемпионате Португалии.